# I Did It for Love
I Did It For Love är en balladlåt som framfördes av Jessica Andersson i den första deltävlingen i Melodifestivalen 2010. Andersson gick till Andra Chansen, där hon först slog ut Alcazar (med låten Headlines) och därefter Kalle Moraeus och Orsa spelmän (med låten Underbart). Därmed gick låten till final i Globen. Låten är skriven av Kristian Wejshag och Lars "Dille" Diedricson.
Låten gick in på Svensktoppen den 9 maj 2010  och blev även titulerad "Årets låt 2010" på samma lista .
Den 20 mars 2011 blev låten första melodifestivalbidrag att toppa Svensktoppen året efter tävlingen .
Sammanlagt låg låten på listan i 97 veckor, sista besöket gjordes den 18 mars 2012. innan den lämnade listan.

## Listplaceringar
| Lista (2010)         | Topplacering |
| -------------------- | ------------ |
| Svenska singellistan | 13           |

### Fotnoter
1. ↑  Svensktoppen - 9 maj 2010
2. ↑  - Årets svensktoppsmelodier 2010
3. ↑  Svensktoppen 20 mars 2011 - Jessica behåller förstplatsen
4. ↑  ”Svensktoppen”. 18 mars 2012. http://sverigesradio.se/sida/topplista.aspx?programid=2023&date=2012-03-18. Läst 25 mars 2012.
5. ↑  ”Svensktoppen”. 25 mars 2012. http://sverigesradio.se/sida/topplista.aspx?programid=2023&date=2012-03-25. Läst 25 mars 2012.
6. ↑  Listplacering